# Petrus Camper
Petrus (Pieter) Camper (ur. 11 maja 1722 w Lejdzie, zm. 7 kwietnia 1789 w Hadze) – holenderski lekarz, anatom, przyrodnik.
Studia medyczne ukończył na Uniwersytecie w Lejdzie. Był profesorem medycyny i filozofii, m.in. w Amsterdamie (1755–1763) i Groningen (1763–1789). Prowadził badania anatomoporównawcze słoni żyjących w plejstocenie i współcześnie, odkrył pneumatyczną budowę kości ptaków. Stworzył podstawy kraniologii, wprowadzając m.in. pomiary kąta twarzowego. Napisał rozprawę o zróżnicowaniu form człowieka pt. Oeuvres de Pieter Camper qui ont pour objet l’histoire naturelle, la physiologie et l’anatomie comparé (t. 1-3 1803).